# سعيد الغزي
سعيد الغزي (1893- 18 أيلول 1967)، سياسي سوري ورجل قانون من مواليد دمشق، كان وزيراً للعدل في زمن الانتداب الفرنسي وهو أحد مُشرعي دستور سوريا لعام 1928. وفي فترة الاستقلال شكّل حكومته الأولى في عهد الرئيس هاشم الأتاسي والثانية في عهد الرئيس شكري القوتلي، قبل انتخابه رئيساً للبرلمان السوري في عهد الرئيس ناظم القدسي نهاية عام 1962. وهو آخر رئيس للبرلمان السوري قبل 8 آذار 1963.

## البداية
ولد سعيد الغزي في حي العقيبة بدمشق ودرس في مدرسة مكتب عنبر ثمّ في معهد الحقوق العثماني بإسطنبول. كما انتسب إلى كلية الحقوق في الجامعة السورية وفور تخرجه فتح مكتباً للمحاماة في ساحة المرجة، ثم انتقل إلى شارع النصر، حيث بقي يعمل حتى آخر يوم في حياته.

## الدستور السوري عام 1928
انتسب سعيد الغزي إلى الكتلة الوطنية، التنظيم السياسي الأبرز في سورية خلال مرحلة الانتداب الفرنسي، وفي عام 1928 انتُخب مُشرعاً في اللجنة المكلّفة بوضع أول دستور جمهوري للبلاد. وقد عمل الغزي مع رفاقه الحقوقيين في الكتلة الوطنية، أمثال فوزي الغزي وفائز الخوري، على سن دستور عصري للجمهورية السورية، لا ذكر فيه بالمطلق لنظام الانتداب المفروض بقوة السلاح على سورية منذ عام 1920. وقد خلت مسودة الدستور من أي صلاحية للمندوب السامي الفرنسي، وأقرت بصلاحيات رئيس الجمهورية السورية المُنتخب، كما اعترفت بحدود سورية الطبيعية، بما فيها لبنان والأردن وفلسطين، ضاربة بعرض الحائط كل ما جاء في اتفاقية سايكس بيكو الموقعة بين الحكومتين الفرنسية والبريطانية في خلال الحرب العالمية الأولى. رفضت فرنسا المصادقة على مسودة الدستور، وطلبت من أعضاء اللجنة تعديل ست مواد فيه ولكن الغزي ورفاقه رفضوا الاستجابة، فقامت حكومة الانتداب بتعطيل الدستور إلى أجل غير مُسمى.

## الغزي وزيراً
وفي شباط 1936، شُكلت حكومة وطنية في سورية برئاسة الوجيه عطا الأيوبي، المُقرب من زعماء الكتلة الوطنية، وعُين سعيد الغزي فيها وزيراً للعدل. كان ذلك على خلفية الإضراب الستيني الذي قادته الكتلة الوطنية، مطالبة باستقالة حكومة تاج الدين الحسني المحسوبة على الفرنسيين وإطلاق سراح كافة المعارضين والمعتقلين السياسيين، وعلى رأسهم نائب دمشق فخري البارودي، زميل الغزي في الكتلة الوطنية. وقد توجه وفد من الكتلة الوطنية إلى باريس للتفاوض على استقلال البلاد، وعاد أعضاؤه إلى دمشق في أيلول 1936، بعد توقيع اتفاقية مع الحكومة الفرنسية، تعطي الشعب السوري حقه بالاستقلال التدريجي مقابل ميزات عسكرية وثقافية واقتصادية للجمهورية الفرنسية في سورية. أشرفت حكومة عطا الأيوبي على الانتخابات الرئاسية والبرلمانية التي أعقبت توقيع المعاهدة، ثم قدمت استقالتها في 21 كانون الأول 1936. فازت الكتلة الوطنية بغالبية مقاعد المجلس النيابي يومها، وانتُخب سعيد الغزي نائباً عن دمشق، كما أصبح هاشم الأتاسي رئيساً للجمهورية وفارس الخوري رئيساً للبرلمان وجميل مردم بك رئيساً للحكومة.
غاب سعيد الغزي عن أي منصب حكومي خلال العهد الأول للكتلة، الذي استمر حتى عام 1939، ولكنه عاد إلى المشهد السياسي بعد أربع سنوات، عند انتخابه نائباً ثم وزيراً في عهد الرئيس شكري القوتلي. سُمّي سعيد الغزي وزيراً للعدل في حكومة الرئيس فارس الخوري في 7 نيسان 1945 ومن ثمّ وزيراً للمالية في حكومة الرئيس جميل مردم بك، التي شُكلت في 28 كانون الأول 1946، أي بعد جلاء الفرنسيين بثمانية أشهر،  واستمرت في الحكم حتى 6 تشرين الأول 1947. وأخيراً، عُيّن وزيراً للاقتصاد في حكومة مردم بك الأخيرة التي حكمت البلاد خلال حرب فلسطين الأولى، من تشرين الأول 1947 وحتى 22 آب 1948.

## حكومة الغزي الأولى (حزيران – تشرين الأول 1954)
رفض سعيد الغزي التعاون مع حسني الزعيم، قائد الانقلاب الأول الذي أطاح بالرئيس شكري القوتلي سنة 1949 وفضّل العودة إلى عمله في المحاماة والابتعاد عن عالم السياسة. وقد توالت ثلاثة عهود عسكرية على سورية، بداية بحسني الزعيم (أذار – آب 1949) ثم سامي الحناوي (آب – كانون الأول 1949) وصولاً إلى أديب الشيشكلي (كانون الأول 1949 – شباط 1954). وبعد سقوط حكم الشيشكلي، عاد هاشم الأتاسي إلى رئاسة الجمهورية لإكمال ولايته الثالثة والأخيرة وطلب من سعيد الغزي تأليف حكومة مستقلة للإشراف على الانتخابات الرئاسية والبرلمانية المقبلة.
شكّل سعيد الغزي حكومته الأولى في 19 حزيران 1954، وعهد بوزارة الداخلية إلى الإداري المستقل إسماعيل قولي، المشهور بنزاهته واستقامته. وتعاون مع عدد من المستقلين المحترمين مثل عزت السقال، الذي أصبح وزيراً للخارجية، ومع أسعد كوراني، وهو من كبار الحقوقيين في حلب، الذي بات وزيراً للعدل والاقتصاد. أشرفت حكومة الغزي على افتتاح الدورة الأولى من معرض دمشق الدولي في 1 أيلول 1954، وعلى الانتخابات البرلمانية في شهر آب، التي أدت إلى فوز ساحق لأحزاب اليسار المحسوبة على الاتحاد السوفيتي في الحرب الباردة. فقد فاز حزب البعث العربي الإشتراكي بما لا يقل عن 17 مقعداً، وفاز الحزب الشيوعي السوري بمقعد واحد، ذهب إلى أمينه العام خالد بكداش. وكان هذا الفوز ناتجاً عن عدم تدخل حكومة الغزي في المعركة الانتخابية، وإصرارها على الحياد التام، مما سمح للزعيم الاشتراكي أكرم الحوراني بتجيش جمهوره من العمال والفلاحين ضد الملاكين القدامى في حمص وحماة وريف دمشق. أما الحزب الوطني (الكتلة الوطنية سابقاً) فلم تتجاوز حصته 19 مقعداً عام 1954.

## حكومة الغزي الثانية (أيلول 1955 – 1956)
فاز شكري القوتلي برئاسة الجمهورية السورية وتسلّم مهامه الدستورية في أيلول 1955، خلفاً للرئيس هاشم الأتاسي. طلب الرئيس القوتلي من سعيد الغزي تشكيل الحكومة السورية الجديدة، بالتعاون مع الأحزاب الفائزة في الانتخابات عام 1954. أعطى الغزي أربع حقائب لحزب الشعب، الذي نال ثلاثين مقعداً في البرلمان الجديد، وكانت حصته من الحكومة حقائب الداخلية والدفاع والاقتصاد والمالية. وجاء برجل القانون المستقل منير العجلاني وزيراً للعدل، وبالأمير حسن الأطرش من جبل الدروز وزيراً للدولة، وبمأمون الكزبري، رئيس البرلمان الأسبق في عهد الشيشكلي، وزيراً للمعارف. كما أنشأ وزارة الدولة للأوقاف الإسلامية ووزارة الدولة لشؤون الدعاية والأنباء (التي صار اسمها بعد سنوات وزارة الإعلام). ولكن حكومة الغزي أُجبرت على تقديم استقالتها عند اقتحام متظاهرين مبنى وزارة الاقتصاد، احتجاجاً على رفع الحظر على بيع القمح السوري إلى فرنسا، في ظلّ ثورة الجزائر ضد الإستعمار الفرنسي.

## رئيساً للبرلمان 1962-1963
بعد القضاء على جمهورية الوحدة بين سورية ومصر في 28 أيلول 1961، انتُخب سعيد الغزي نائباً عن دمشق في البرلمان السوري، وطُرح اسمه لتولي رئاسة الجمهورية في زمن الانفصال، خلفاً للرئيس جمال عبد الناصر. ولكن المؤسسة العسكرية الحاكمة يومها فضلت التعاون مع الدكتور ناظم القدسي، الذي أصبح رئيساً للجمهورية في كانون الأول 1961، وفي 13 أيلول 1962، تم انتخاب سعيد الغزي رئيساً للمجلس النيابي، ولكن المجلس لم يجتمع في عهده إلا مرة واحدة فقط، وذلك لتثبيت خالد العظم في رئاسة الحكومة نهاية عام 1962. فقد تمت الإطاحة بالعهد الجديد يوم وصول حزب البعث إلى الحكم 8 آذار 1963، وفرض العزل المدني على كلّ من سعيد الغزي وخالد العظم وناظم القدسي، بتهمة المشاركة بما سُمي يومها بجريمة الانفصال. نص العزل المدني، الصادر عن مجلس قيادة الثورة، على منع هؤلاء السياسيين من تسلّم أي منصب حكومي من بعدها، وعدم ترشحهم لأي انتخابات، فعاد سعيد الغزي إلى عمله في المحاماة وتوفي في دمشق عن عمر ناهز 74 عاماً يوم 18 أيلول 1967.

## عائلة الغزي
عرف من عائلة العزي ابنه غازي الغزي، الذي عَمل في مهنة المحاماة خلفاً لأبيه، وكذلك ابنته الأديبة والإعلامية ناديا الغزي التي كانت من مؤسسي التلفزيون السوري سنة 1960.